# Sur (revue)
Pour les articles homonymes, voir SUR.
Sur est une revue littéraire et de sciences humaines argentine créée et dirigée par Victoria Ocampo à Buenos Aires de 1931 à 1966, devenue entre-temps une maison d'édition. La revue a disparu en 1992.
Avec El Hogar, cette revue littéraire fut au XXe siècle l'une des plus importantes du continent sud-américain.

## Histoire de la revue

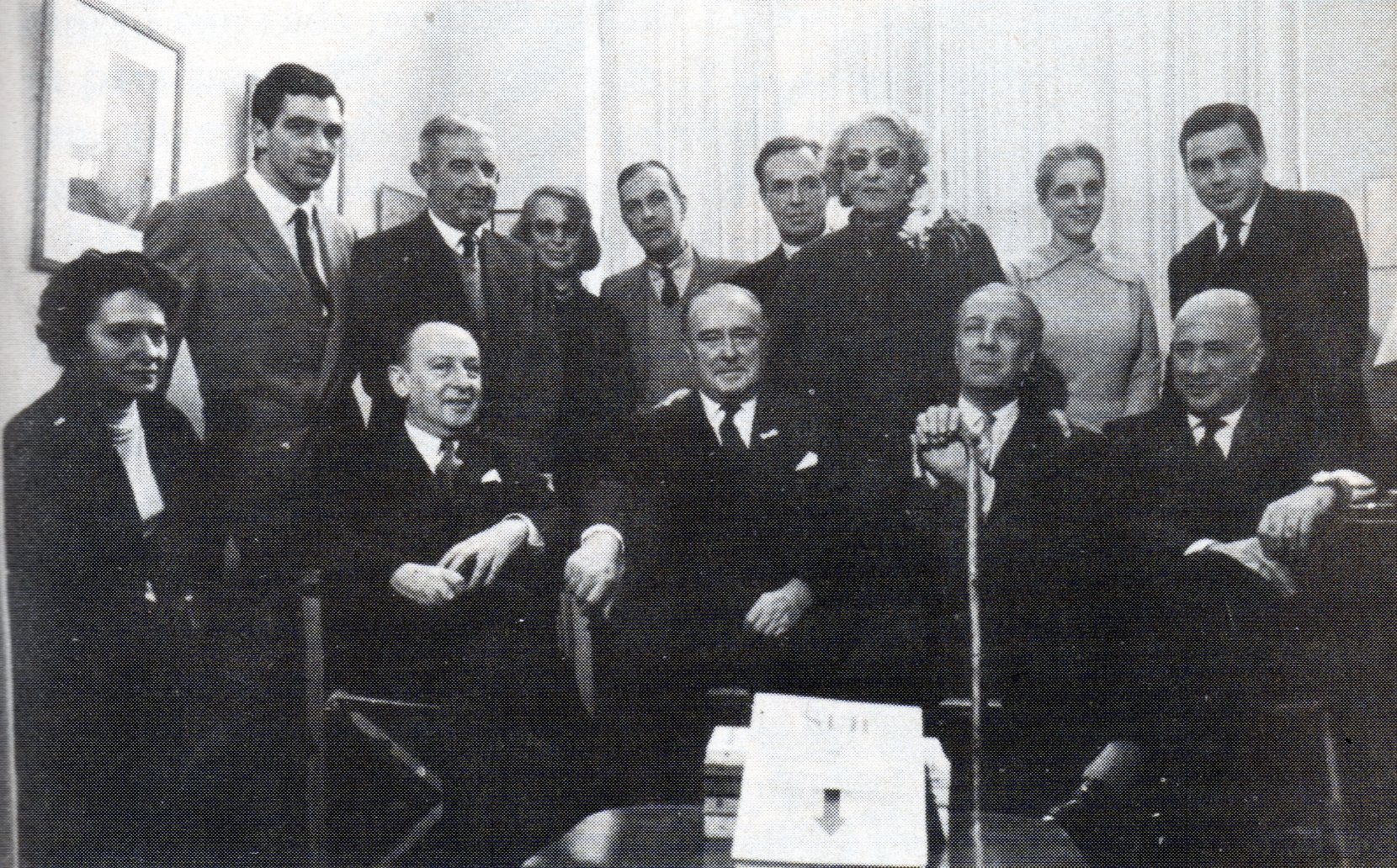
L'équipe de Sur en 1971 : on reconnaît Victoria Ocampo debout derrière Borges, aux côtés de Silvina Ocampo et son mari Bioy Casares.

Sur est née durant l'été 1931 de la rencontre entre l’intellectuelle mécène Victoria Ocampo et l'écrivain américain Waldo Frank qui, depuis 1926, connaissait une certaine renommée en Amérique du Sud. Cependant, c'est José Ortega y Gasset, qui proposa le nom et apporta sa caution de philosophe, car il était respecté en tant que directeur de la Revista de Occidente. Ocampo souhaitait depuis longtemps monter une tête de pont littéraire entre l'Europe et l'Amérique du Sud. Elle pensa dans un premier temps à la revue Commerce fondée par Marguerite Caetani comme modèle à la fois esthétique et littéraire.
L'Argentine en 1931 ne connaît pas la crise économique, tandis que la plupart des éditeurs européens sont fortement touchés par les retombées du krach de 1929. Aussi, Ocampo offre-t-elle une revue particulièrement luxueuse de 124 pages parfois illustrées, imprimée sur beau papier et disposant d'une couverture à rabats qui fut recouverte plus tard d'un vernis sérigraphié : sur le premier plat, pendant les vingt premières années, seule une flèche orientée vers le bas, le nom de sa revue et un numéro de série figurent. L'accueil de la presse argentine fut plutôt glacial, elle accusa Victoria d’élitisme. Par la suite, et pour ne rien arranger, la revue prit fortement parti pour la république espagnole, puis contre le nazisme et accueillit en son sein une impressionnante liste de penseurs venus du monde entier.
Cosmopolite, engagée et d'avant-garde, Sur, dirigée par une femme parfaitement francophone, est un peu le pendant transocéanique de La Nouvelle Revue française : Jules Supervielle (qui est au comité de rédaction), André Malraux, Roger Caillois, Pierre Drieu la Rochelle (son ancien amant), Jean-Paul Sartre, Maurice-Edgar Coindreau, Antonin Artaud, Henri Michaux, Denis de Rougemont y collaborèrent régulièrement.  
Pour diriger cette revue installée rue Viamonte dans le Retiro (Buenos Aires), Ocampo s'entoure d'un puissant comité composé de son ami le plus proche, l’écrivain Eduardo Mallea, rejoint par Waldo Frank, María Rosa Oliver, Amado Alonso, Ernest Ansermet, José Bianco, Enrique Bullrich, Carlos Alberto Erro, Alfredo Gonzalez Garaño, Pedro Henríquez Ureña, Alfonso Reyes, Francisco Romero, Ernesto Sábato, sans oublier Jorge Luis Borges. Ce dernier, qui fut un temps secrétaire de la rédaction, fit appel à son beau-frère Guillermo de Torre et publier les premiers textes de son ami Adolfo Bioy Casares (dont L'Invention de Morel). On compte aussi Maria Zambrano, Archibald Mac Leish ou Jorge Bemberg parmi les chroniqueurs récurrents des premières années.
En 1933, Ocampo lance une collection d'ouvrage édité sous le label Sur dans laquelle on trouve des textes de Federico García Lorca, Juan Carlos Onetti, Alfonso Reyes Ochoa, Horacio Quiroga, Aldous Huxley, Carl Gustav Jung, Virginia Woolf, Vladimir Nabokov, Jack Kerouac et Albert Camus. C'est d'ailleurs Huxley qui présenta Virginia Woolf à Victoria Ocampo au cours des années 1920.
Durant les années d'Occupation de la France, Ocampo aide à lancer Les Lettres françaises qu'elle insère comme supplément dans sa revue. En 1942, paraissent les premiers écrits de H. Bustos Domecq.
Sous le péronisme, la revue est momentanément interdite et Ocampo fait même de la prison en 1953.
Ocampo dirige sa revue jusqu'au numéro 305, en 1966. Son amie traductrice Pelegrina Pastorino lui succéda de façon irrégulière. La dernière des 372 livraisons sortit en 1992.